# Nina Miranda
Ne pas confondre avec la chanteuse uruguayenne Nina Miranda
Pour les articles homonymes, voir Miranda.
Nina Miranda est une auteur-compositeur britannique d'origine brésilienne de trip hop et de bossa nova. Elle a fait partie des groupes Smoke City, Shrift et Zeep.

## Biographie
Nina Miranda est née au Brésil le 30 mars 1970. Elle est la fille de l'artiste brésilien Luiz Aquila da Rocha Miranda, et a grandi entre le Brésil, l'Angleterre et la France. Durant son enfance, elle souhaite devenir chanteuse d'opéra, puis poursuit des études artistiques.
En 1992, Nina Miranda et le DJ Mark Brown enregistrent le morceau Underwater love, qui se démarque par des influences psychédéliques et bossa nova. 
Nina Miranda et Mark Brown fondent ensuite Smoke City avec Chris Franck, ancien membre du groupe de percussions brésiliennes Baku. Le groupe Smoke City devient une formation majeure du trip hop des années 1990. Les références du groupe sont notamment Gilberto Gil, Carlos Santana et le funk des années 1970. En 1996, Underwater love est choisi comme musique d'un clip Levi's réalisé par Michel Gondry. L’album Flying away sort en 1997, suivi par l’album Heroes Of Nature en 2001.
Le style de Nina Miranda se caractérise par une fusion de la musique pop et électronique avec les rythmes brésiliens. De nombreuses chansons mélangent des paroles en anglais, en français et en portugais.

## Discographie

### Smoke City
- Flying away (1997, Zomba records)
- Heroes of nature (2001, Jiverecords)

### Shrift
- Lost in a moment (2006, Six Degrees)

### Zeep
- Zeep (2007, Farout Recordings)
- People & Things (2009, Crammed Discs)